# Joseph Peckover
Joseph Edmund Peckover (Londra, 15 novembre 1896 – New York, 16 aprile 1982) è stato un compositore di scacchi statunitense di origine britannica.

## Biografia
Dopo aver compiuto gli studi nel Inghilterra, in Francia e in Svizzera, partecipò alla prima guerra mondiale con l'esercito inglese in Egitto e Palestina. Nel 1919 emigrò in Canada e si stabilì a Regina, nel Saskatchewan, dove redasse la sezione problemistica e studistica del quotidiano «Regina Daily Leader». 
Nel 1921 si trasferì negli Stati Uniti, a New York. Fu editore per molti anni della rubrica di studi della rivista « American Chess Quarterl y». Durante la seconda guerra mondiale si arruolò volontario per un anno (1942-43) nell'esercito statunitense. 
Pubblicò il primo studio nel 1917. Compose da allora un centinaio di studi, due dei quali in collaborazione con Vladimir Korol'kov. Vinse quattro primi premi. 
Personalità eclettica, svolse varie attività, tra cui quella di ritrattista. Era un grande esperto di cricket, considerato un'autorità per la storia di tale sport negli Stati Uniti. Per festeggiare il suo 80º compleanno, nel 1976 il Chess Endgame Study Circle of New York e la rivista EG indissero il « Peckover Jubilee », cui parteciparono 84 compositori di 17 Paesi. Giudice del torneo era John Roycroft.